# Brook Street
Brook Street est une rue de la ville de Londres. Elle est située dans le district de la Cité de Westminster, dans le quartier de Mayfair.

## Situation et accès
Longue de 450 mètres, Brook Street s'étend de Hanover Square à Grosvenor Square. La partie allant de Grosvenor Square à Park Lane, appelée Upper Brook Street, est longue de 310 mètres.
Les stations de métro les plus proches sont Oxford Circus, Bond Street et Marble Arch, toutes les trois desservies par la ligne  Central.

## Origine du nom
La rue doit son nom à un ruisseau (brook) qui coulait à proximité.

## Historique

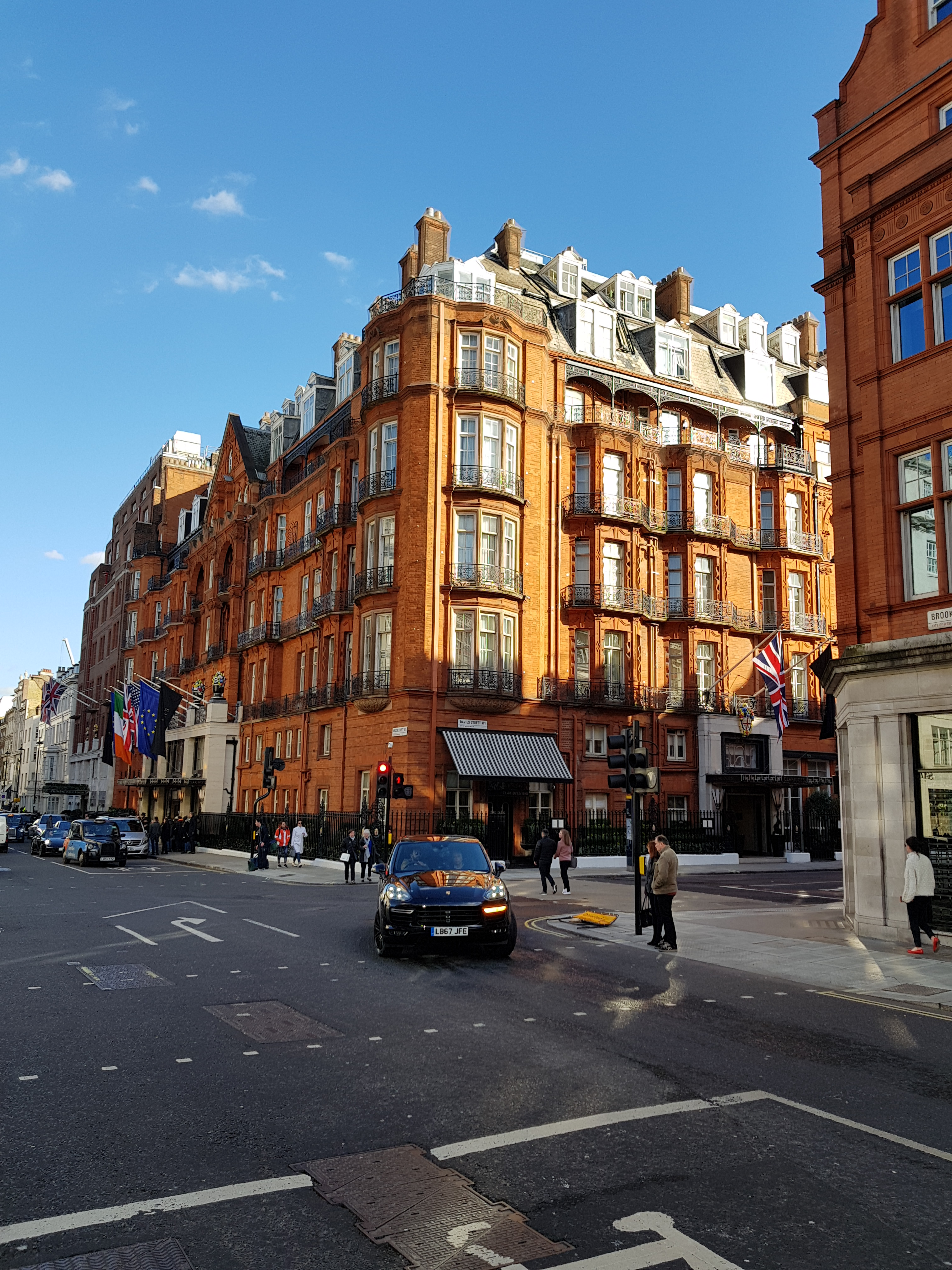
Le Claridge’s en 2018.

La rue s'est développée dans la première moitié du XVIIIe siècle.
Elle était à l’origine bordée de terraced houses, typiques de Londres. Une grande majorité de ces maisons, notamment près de Grosvenor Square, sont assez grandes et ont été conçues par des architectes de renom pour des clients appartenant à l'aristocratie ; d'autres sont tout à fait modestes. Si certaines ont survécu, d'autres ont été remplacées par des constructions plus récentes.

## Bâtiments remarquables et lieux de mémoire

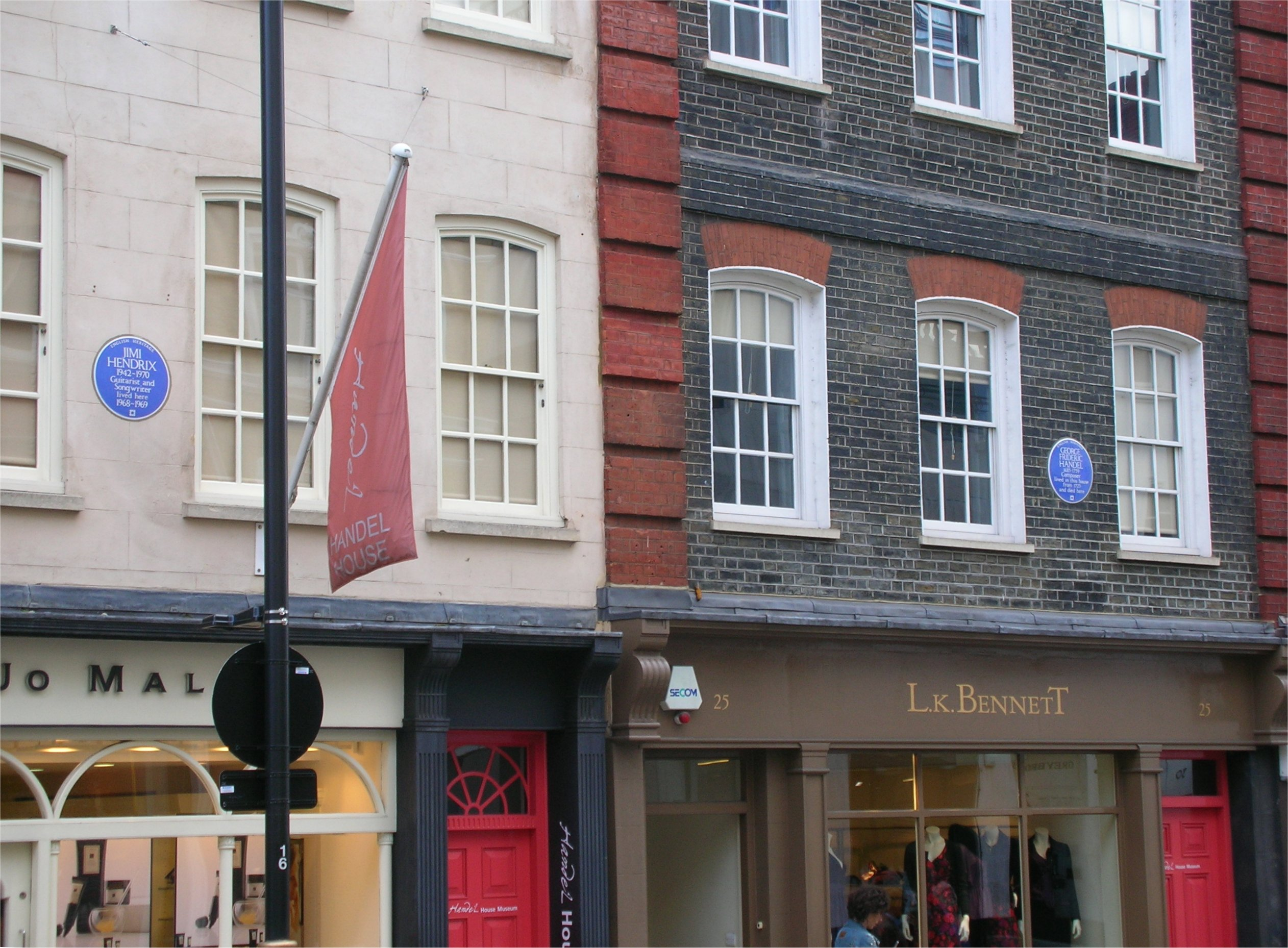
Maisons de Jimi Hendrix et Georg Friedrich Haendel.

- No 23 et 25 : Händel House Museum, musée retraçant la vie et la carrière du compositeur.
- No 49 : Claridge's, hôtel de luxe (1898), à l’angle de Brook Street et de Davies Street, bâtiment classé de grade II.
- No 65 : Ambassade de l'Argentine.
- No 69 : Savile Club, fondé en 1868, installé à cette adresse depuis 1927.

### Résidents célèbres
- No 23 : Jimi Hendrix (1942-1970), guitariste, auteur-compositeur, habita à cette adresse en 1968-1969.
- No 25 : Georg Friedrich Haendel (1685-1759), compositeur, vécut à cette adresse de 1723 à sa mort ; c'est aujourd'hui le Händel House Museum.
- No 39 : Jeffry Wyatville (1766-1840), architecte.
- No 74 : William Withey Gull (1816-1890), médecin, suspecté dans l’affaire de Jack l'Éventreur.
- No 76 : Colen Campbell (1676-1729), architecte.
- No 51 Upper Brook Street : Georges Séféris (1900-1971), ambassadeur grec, poète et lauréat du prix Nobel de littérature en 1963.

### Plaques commémoratives

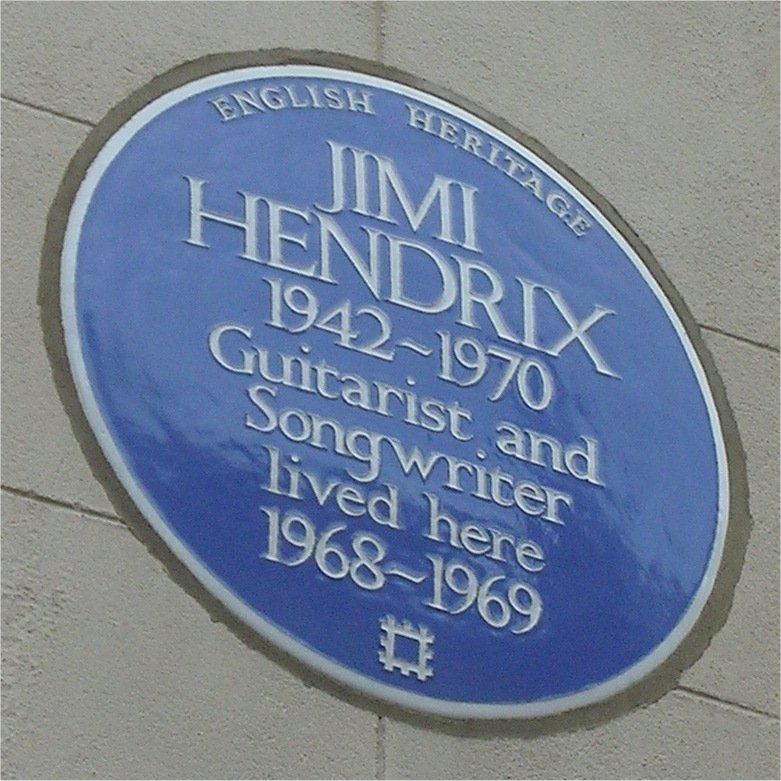
Jimi Hendrix, 23 Brook Street.
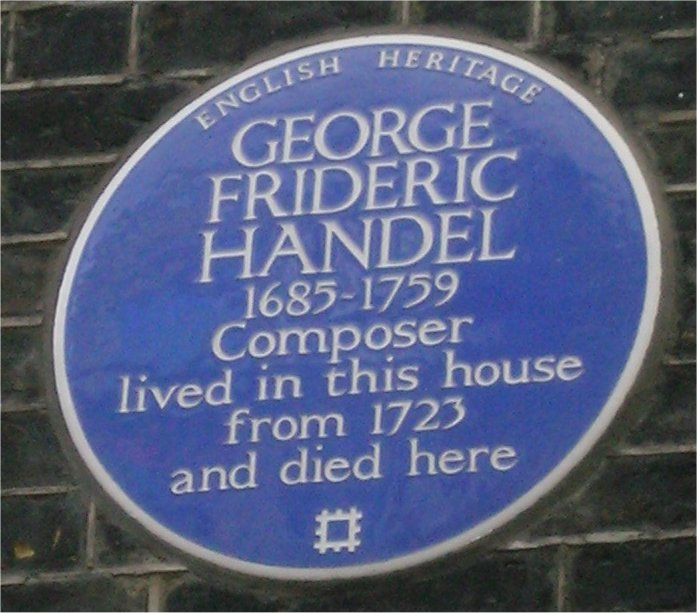
Georg Friedrich Haendel, 25 Brook Street.
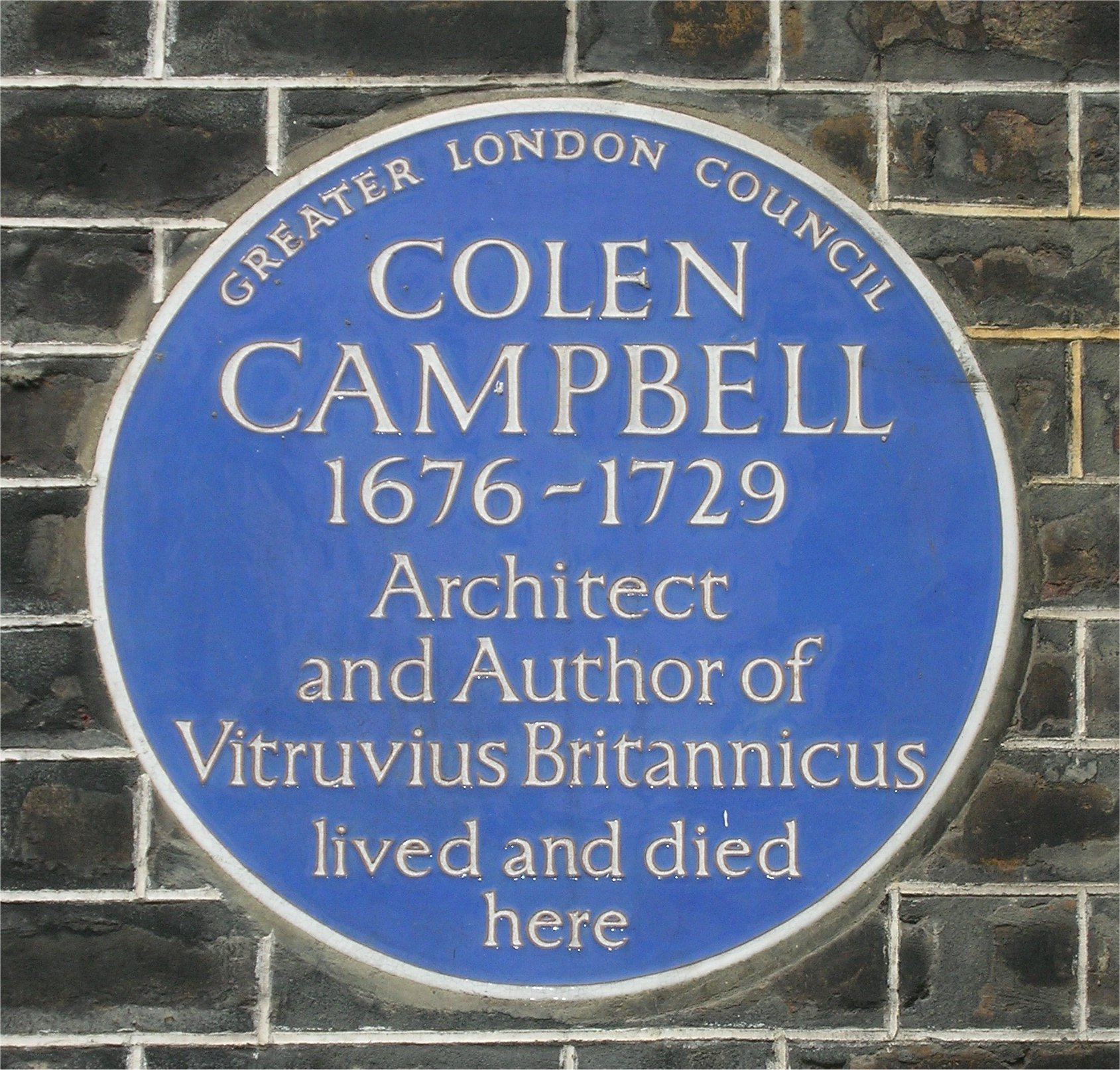
Colen Campbell, 76 Brook Street.